# Noritake
Noritake Co., Ltd. (яп. 株式会社ノリタケカンパニーリミテド) — японська фірма з виробництва порцелянового посуду, заснована 1 січня 1904 року в селищі Норітаке, поблизу Нагої. Головний офіс компанії розташований в місті Нагоя. В даний час, крім посуду, виробляє керамічну плитку, стоматологічну порцеляну, люмінесцентні дисплеї, тонкоплівочну кераміку для електроніки, обладнання для керамічної промисловості.